# Statua di papa Urbano VIII
La statua di Urbano VIII è un'opera, con dimensioni maggiori della grandezza naturale, realizzata da Gian Lorenzo Bernini, il cui soggetto è il Papa Urbano VIII. La statua fu commissionata nel 1635 e i lavori si protrassero fino al 1640. L'opera è conservata al Palazzo dei Conservatori di Roma, mentre una sua stampa si trova alla Biblioteca nazionale austriaca.